# ワールドランウェイ
WORLD RUNWAY（ワールドランウェイ）は世界各国から選出されたトップスタイリストたちが競い合うファッショントーナメント。
主にファッションスタイリスト、メイクアップアーティスト、ヘアスタイリストが一つのチームとなり、決められたルールの中で得点を競い合う勝ち抜き戦で、世界初の大型ファッショントーナメント方式の試みとして注目された。
ファッションスタイリングの世界一を競い合う優勝決定戦。

## 概要
主催はワールドランウェイ実行委員会。第一回は、東日本大震災や世界の被災地の復興支援を目的とした「FASHIONQUAKE AID」としてシンガポール政府観光局(STB)が後援となり、2011年9月18日にシンガポールのインドアスタジアムで開催された。
初回はFG8(Fashion Group of 8)として、UK,USA,BRAZIL,RUSSIA,FRANCE,ITALY,JAPAN,SINGPOREの8カ国のvogue、ELLE、HARPAS BAZZER,等で活躍するスタイリストたちがワールドランウェイ実行委員会 (WORLD RUNWAY COMMITTEE 以下、WRC)により選出された。初回の優勝国はUK。
企画演出の監督は「TOKYO GIRLS COLLECTION」や「ASIA GIRLS EXPLOSION」等のランウェイディレクターのJake f.R。
2014年夏まではプレミアとして開催し、2014年秋からは世界7ヶ国前後を本格的に転戦する予定。一年間を通して最多得点の国がグランドマスターとなり、その年間チャンピオンシップの制覇を競い合うとしている。
2013年8月にはWorld Runway Fashion Animal AIDとしてケニア共和国にて開催。ケニア大使館が後援した。

## 基本競技ルール
- 各国籍のファッションスタイリスト、メイクアップアーティスト、ヘアスタイリストがチームとなり、実行委員会に予め決められた予算とテーマに沿って開催国内地域にある流通店頭や実店舗でコーディネートアイテムを探し、スタイリングに使用するスタイルを決めて行く。

### 第一回テーマ（2011/9/18 in Singapore）
|               | Tournament Theme    |
| ------------- | ------------------- |
| 1st - Match   | “street-chic style” |
| Final - Match | "World Runway"      |

- 国籍は多種多様のオーディションで選出されたモデルを、スタイリストたちがウォーキングテストにより人気上位のモデルから一人ずつ選出していく。
- トーナメントにおける各国の勝敗は審査員による採点で決定される。評価項目は下記の7つ。
  - 1) styling
  - 2) make-up
  - 3) hair
  - 4) team presentation
  - 5) uniqueness
  - 6) walking / team model
  - 7) fashion visionary creativity

## 参加国

### Brazil
- Marcia Amaral -Stylist

### France
- Amina Abdala -Stylist
- Karine Feron –Hair Stylist
- Virginie Feron  –Make Up

### Italy
- Morena Russo　–Stylist
- Eugene Davis –Hair Stylist
- Alessia Bonavoglia –Make Up

### Japan
- Takafumi Kawasaki –Stylist
- Chinatsu　Nobe –Hair Stylist
- Hisano Komine –Make Up

### Russia
- Alexey Pantykin –Stylist
- Gordeev Vyacheslav　–Hair Stylist
- Aki Matsuhisa　–Make Up

### Singapore
- Jen Su –Stylist
- Antonio Cheng –Hair Stylist
- Derreck Fun　–Make Up

### UK
- Mike Adler　–Stylist
- Simon Setter　–Hair Stylist
- Begona Alegra　–Make Up

### USA
- Rachel Keesecker　–Stylist
- Damon Alfonso　–Hair Stylist
- Emi Koizumi　–Make